# لاریسا پاچکو
لاریسا پاچکو (انگلیسی: Larissa Pacheco؛ زادهٔ ۷ سپتامبر ۱۹۹۴) ورزشکار هنرهای رزمی ترکیبی اهل برزیل است. وی از سال ۲۰۱۲ میلادی تاکنون مشغول فعالیت بوده‌است.
پاچیکو یک رزمی‌کار ترکیبی برزیلی است که در حال حاضر در بخش پر وزن زنان لیگ مبارزان حرفه‌ای (سازمان پی‌اف‌ال) رقابت می‌کند. او در سال ۲۰۲۲ قهرمان سبک وزن زنان پی‌اف‌ال و در سال ۲۰۲۳ قهرمان پر وزن زنان پی‌اف‌ال شد. از اکتبر ۲۰۲۳، او توسط فایت ماتریکس در رتبه دوم رده‌بندی پر وزن زنان قرار دارد.